# Léolo
Pour plus de détails, voir Fiche technique et Distribution.
Léolo est un film québécois réalisé par Jean-Claude Lauzon, sorti en 1992.
Le film est partiellement basé sur L'Avalée des avalés de Réjean Ducharme ainsi qu'inspiré de l'enfance de Lauzon. 
En 2005, le magazine Time a désigné Léolo l'un des 100 meilleurs films de tous les temps.

## Synopsis
Léo Lauzon est un garçon montréalais qui vit au sein d'une famille dysfonctionnelle dans un quartier pauvre de la ville. Il échappe à sa réalité par des rêveries. Entouré de malades mentaux, rêvassant et écrivant, il imagine que sa mère n'a pas été mise enceinte par son père, mais plutôt indirectement par un Sicilien à l'aide d'une tomate italienne contaminée. Il décide ainsi de se faire appeler Léolo Lozone. À l'aube de la puberté, il fantasme sur sa voisine Bianca.

## Fiche technique
- Titre : Léolo
- Réalisation : Jean-Claude Lauzon
- Scénario : Jean-Claude Lauzon
- Production : Aimée Danis
- Musique : Richard Grégoire
- Photographie : Guy Dufaux
- Montage : Michel Arcand
- Décors : Frances Calder et André Chamberland
- Costumes : François Barbeau
- Pays d'origine : Canada
- Format : Couleurs - 1,66:1 - Dolby Digital - 35 mm
- Genre : Drame
- Durée : 107 minutes
- Date de sortie : 5 juin 1992
- Film interdit aux moins de 16 ans lors de sa sortie en France

### Distribution
- Gilbert Sicotte : Narrateur (voix)
- Maxime Collin : Léolo
- Ginette Reno : Mère
- Julien Guiomar : Grand-père
- Pierre Bourgault : Dompteur de vers

## Distinctions
- Prix Génie (Canada) : Meilleur scénario original, Meilleur montage, Meilleur costume
- Toronto International Film Festival : Meilleur film canadien
- Vancouver International Film Festival : Meilleur scénario canadien
- 100 meilleurs films de tous les temps, magazine Time (2005)
- Sélection officielle dans la section Cannes Classics lors du Festival de Cannes 2014